# Erik Sandewall
Erik Sandewall (Oskarshamn, 24 de octubre de 1945-5 de abril de 2024) fue un investigador sueco, pionero en la investigación sobre la inteligencia artificial. 

## Educación
Erik Sandewall recibió los títulos de B.A. y Ph.D. de la Universidad de Uppsala en 1964 y 1969, respectivamente.
En 1975 comenzó la docencia como profesor en la Cátedra de Ciencias de la Computación en la Universidad de Linköping.

## Honores y Premios Notables
- AAAI Fellow[2]
- ECCAI Fellow[2]
- Miembro de la Real Academia Sueca de Ciencias de la Ingeniería (1981)[2]
- Miembro de la Academia Sueca de Ciencias (1992)[2]
- Doctor honoris causa por la Universidad Paul Sabatier, Francia[2]
- Caballero de la Legión de Honor, Francia[2]
- Fellow del Centro Alemán de Investigación en Inteligencia Artificial
- Miembro Asociado de la Academia de Ciencias y Tecnología Hassan II, Marruecos
- Inmortalizado como estatua frente al Departamento de Ciencias de la Computación e Información, Universidad de Linköping[3]